# Telmo Fernández Castro

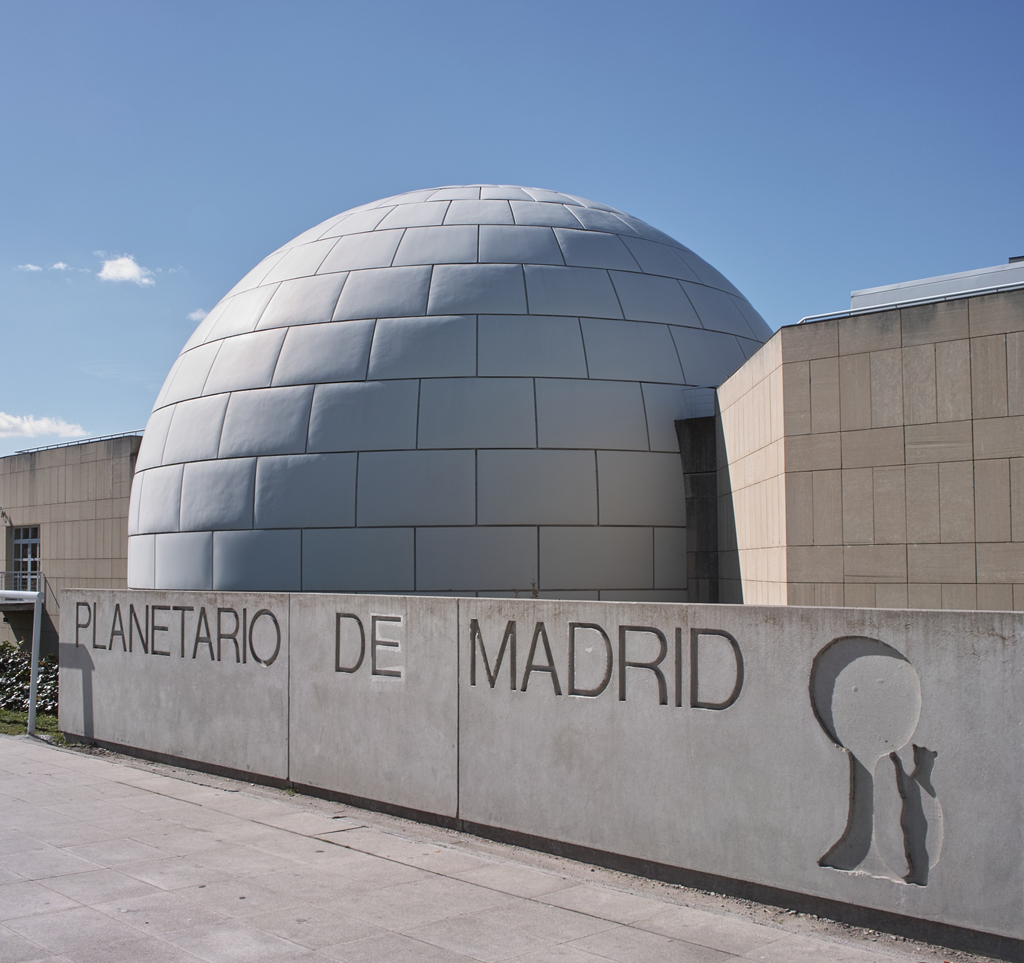
Telmo Fernández es el director del Planetario de Madrid.

Telmo Fernández Castro (Ponferrada, León, 1960) es un astrofísico español cuya tesis doctoral se centró en la formación de estrellas binarias y es el actual director del Planetario de Madrid, cargo al que llegó en 2017, después de haber sido subdirector desde febrero de 1986, año de su fundación.

## Biografía
Licenciado y doctor en astrofísica por la Universidad Complutense de Madrid. Sus investigaciones, llevadas a cabo en la universidad de Harvard y en Madrid, se centran en el estudio de las estrellas dobles de tipo simbiótico. En 1986 comenzó su trabajo en el recién inaugurado Planetario de Madrid, siendo su subdirector desde febrero de ese año y hasta 2018, cuando asume la dirección.
En la década de 1980 formó parte del equipo nacional de rugby.

## Obra
Parte de la obra de Telmo Fernández se desarrolla como libros de divulgación de astronomía y astrofísica:
- Fernández Castro, Telmo; Velasco, Pedro (2014). Guía del cielo 2014. Espasa-Calpe. ISBN 978-84-670-3991-7.. Esta obra es editada con los datos del año del título desde 2008.
- Fernández Castro, Telmo; Montesinos, Benjamín (2007). El Desafío del Universo. Espasa-Calpe. ISBN 9788467026214.
- Fernández Castro, Telmo (2000). La construcción de los cielos: historias del universo. Espasa-Calpe. ISBN 84-239-6488-4.
- Fernández Castro, Telmo (1997). Historias del Universo. Espasa-Calpe. ISBN 9788423977536.